# Lijst van partijvoorzitters van de PSP
Hieronder staat een lijst van partijvoorzitters van de PSP. De vereniging PSP heeft gedurende haar bestaan elf verschillende voorzitters gehad. In 1991 heeft de PSP zichzelf opgeheven.
| Periode                     | Partijvoorzitter                    |
| --------------------------- | ----------------------------------- |
| Henk van Steenis            | 27 januari 1957 - 3 mei 1959        |
| Hannes de Graaf             | 3 mei 1959 - 15 mei 1960            |
| Piet Burggraaf              | 15 mei 1960 - 30 juni 1963          |
| Gerard Slotemaker de Bruïne | 30 juni 1963 - 4 oktober 1964       |
| Joop Vogt                   | 4 oktober 1964 - 3 oktober 1965     |
| Hans Wiebenga               | 3 oktober 1965 - 14 juni 1969       |
| Piet Burggraaf              | 14 juni 1969 - 17 maart 1973        |
| Paul Hoogerwerf             | 17 maart 1973 - 29 november 1975    |
| Lambert Meertens            | 29 november 1975 - 31 oktober 1981  |
| Bram van der Lek            | 31 oktober 1981 - 2 juli 1983       |
| Marko Mazeland              | 2 juli 1983 - 28 november 1987      |
| Saar Boerlage               | 28 november 1987 - 25 november 1989 |
| Joop Vogt                   | 25 november 1989 - 27 januari 1991  |

CDA · ChristenUnie · D66 · GroenLinks · PPR · PSP · PvdA · PvdD · SGP · VVD